# Викенберг, Пер
Пер Викенберг (полное имя: Петер Габриэль Викенберг; швед. Petter (Pehr) Gabriel Wickenberg; 1 октября 1812, Мальмё — 19 декабря 1846, По) — шведский художник-пейзажист.

## Биография
Родился осенью 1812 года в Мальмё в семье офицера (фанен-юнкера) шведской армии. Он рано проявил талант к рисованию и начал брать частные уроки с 13 лет. В 1830 окончил школу. В течение следующего года семья художника, друзья семьи и он сам разными способами собрали сумму денег необходимую для обучения в Академии художеств в Стокгольме.
Тем не менее, и в Стокгольме деньги у одарённого юноши скоро закончились. На помощь ему пришёл Михаэль Анкарсверд (1742–1838), армейский офицер и художник-любитель, который бесплатно поселил его у себя и снабдил работой, поручив создать иллюстрации к сочинению военного моряка Карла Густава Форселля (1783–1848). В загородной усадьбе Анкарсверда Викенберг жил и в 1834—35 годах, пережидая эпидемию холеры.
В 1836 году у Викенберга началась глазная болезнь. Анкарсверд и снабдил его деньгами для поездки на курорт в Теплиц. Это помогло и художник выздоровел.
После этого он некоторое время работал в Берлине в мастерской художника-декоратора Карла Вильгельма Гропиуса (1793–1870), а затем отправился в Париж, где сперва арендовал мастерскую на пару с художником Олафом Юханом Сёдермарком (1790—1848), а затем смог снять собственную — на улице Сент-Оноре.
В Париже Викенберг смог добиться популярности и известности, в 1838 году получил золотую медаль Парижского салона. В 1842 году шведский король, прослышав об известности Викенбрега, прислал ему орден Васы — достаточно редкая награда для живописца.
Викенберг зажил на широкую ногу, переехал в новую, более просторную мастерскую, совершил путешествия по различным городам Франции, Англии и Нидерландов. Однако, всё более слабое здоровье давало о себе знать. Заболевание глаз рецидивировало и на сей раз дополнилось туберкулёзом. Викенберг по совету врачей переехал в Ниццу а затем в высокогорный О-Бон в Пиренеях. Это не помогло, и в 1846 году он скончался в соседнем с О-Боном значительном городе — По в возрасте 34 лет.
Несмотря на сравнительно короткую жизнь, Викенберг создал множество впечатляющих пейзажей, в которые охотно включал стаффажи с жанровыми сценами родной Швеции. Сегодня картины Викенберга хранятся в собраниях Национального музея в Стокгольме и многих других.

## Галерея

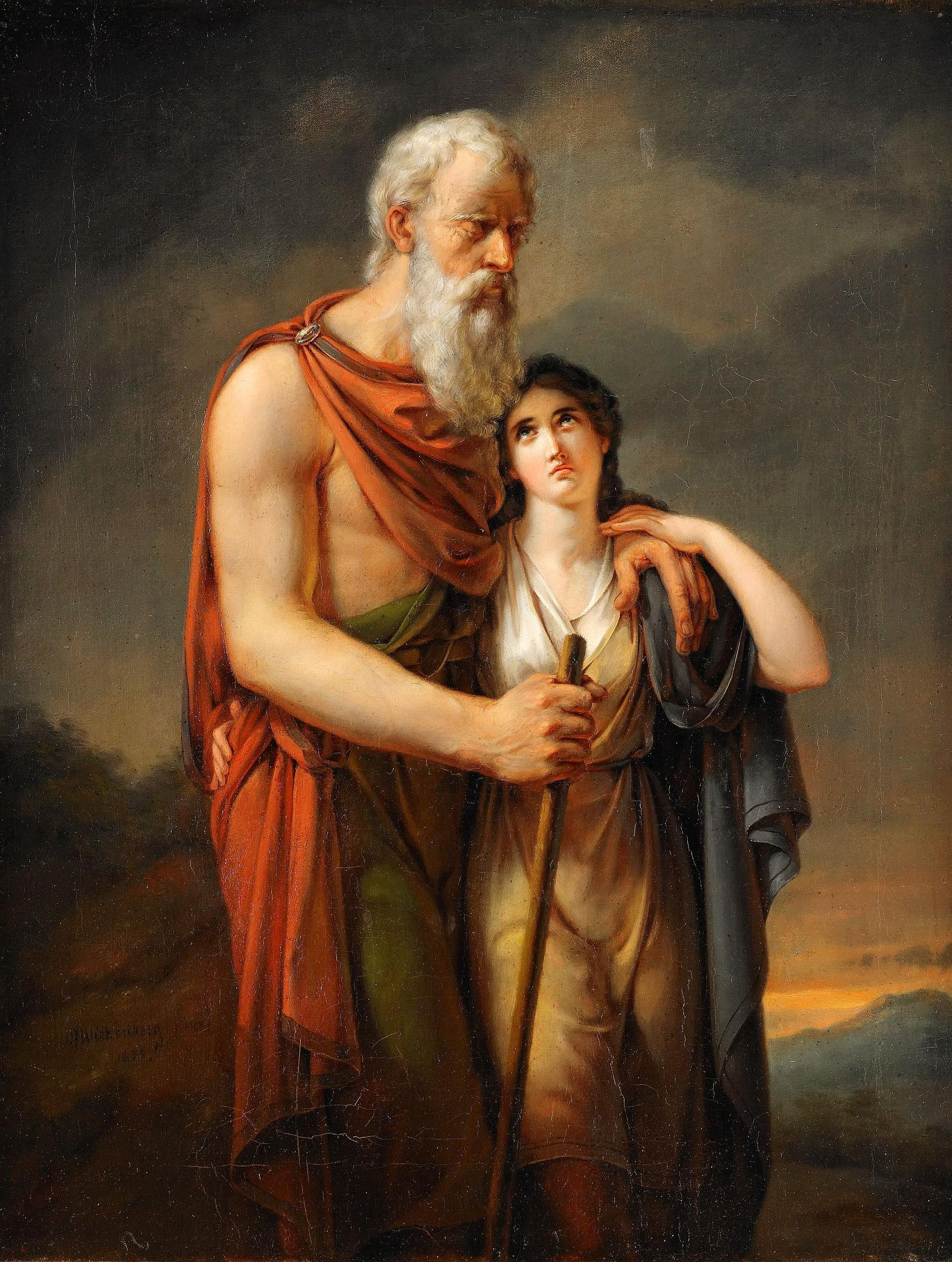
Эдип и Антигона, 1833, частное собрание.
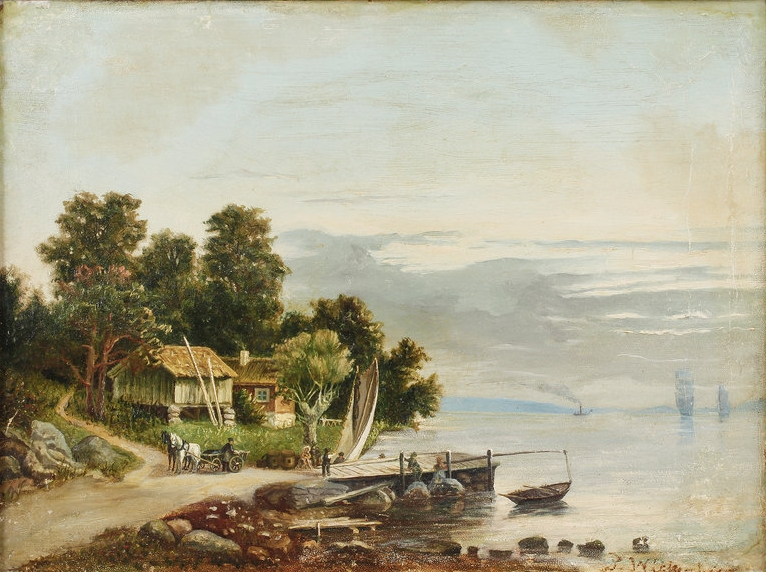
Прибрежный пейзаж с домом, лошадью, каретой и фигурами (1835).
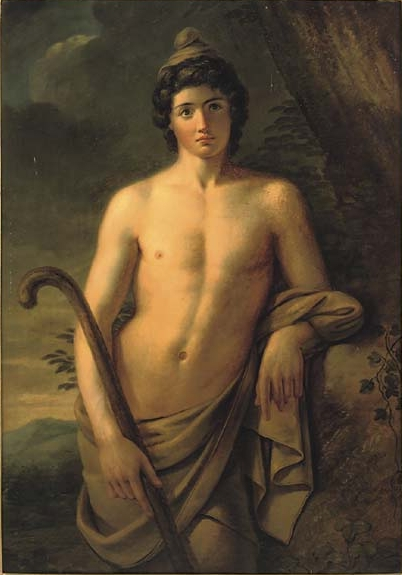
Аркадийский пастух. Частное собрание.
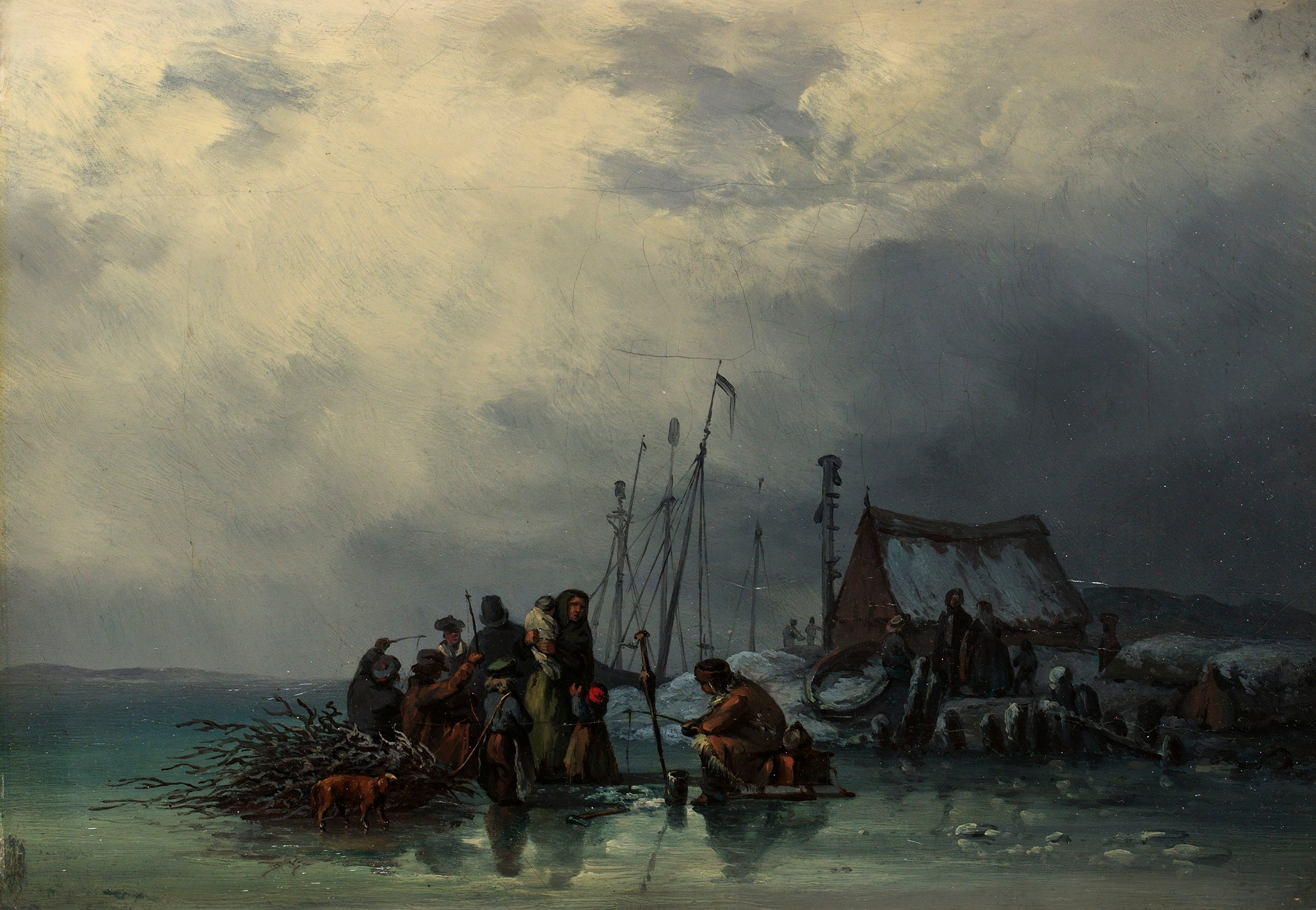
Зимняя рыбалка, (1839).
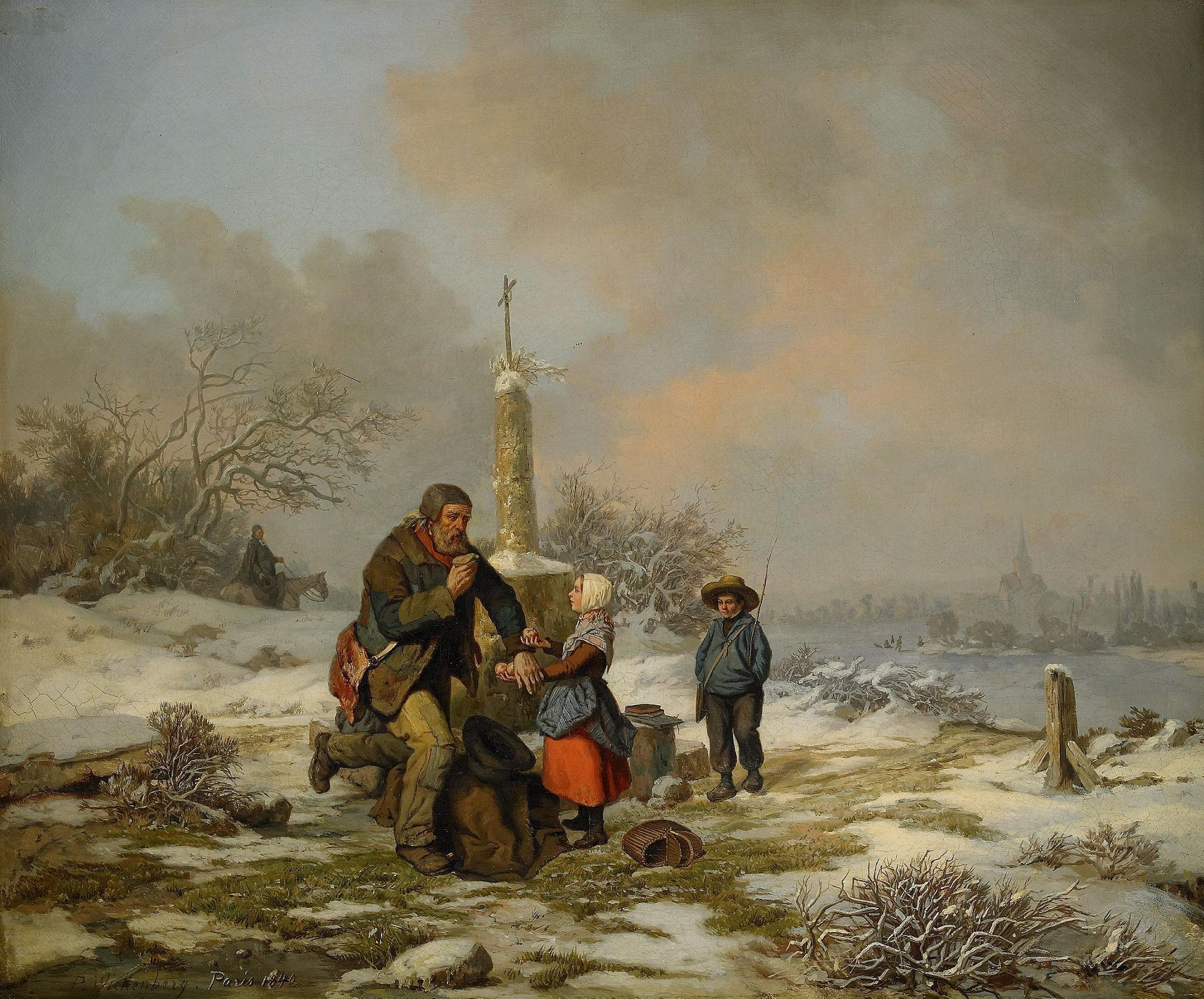
Пейзаж с детьми и нищим на зимней дороге (1840).
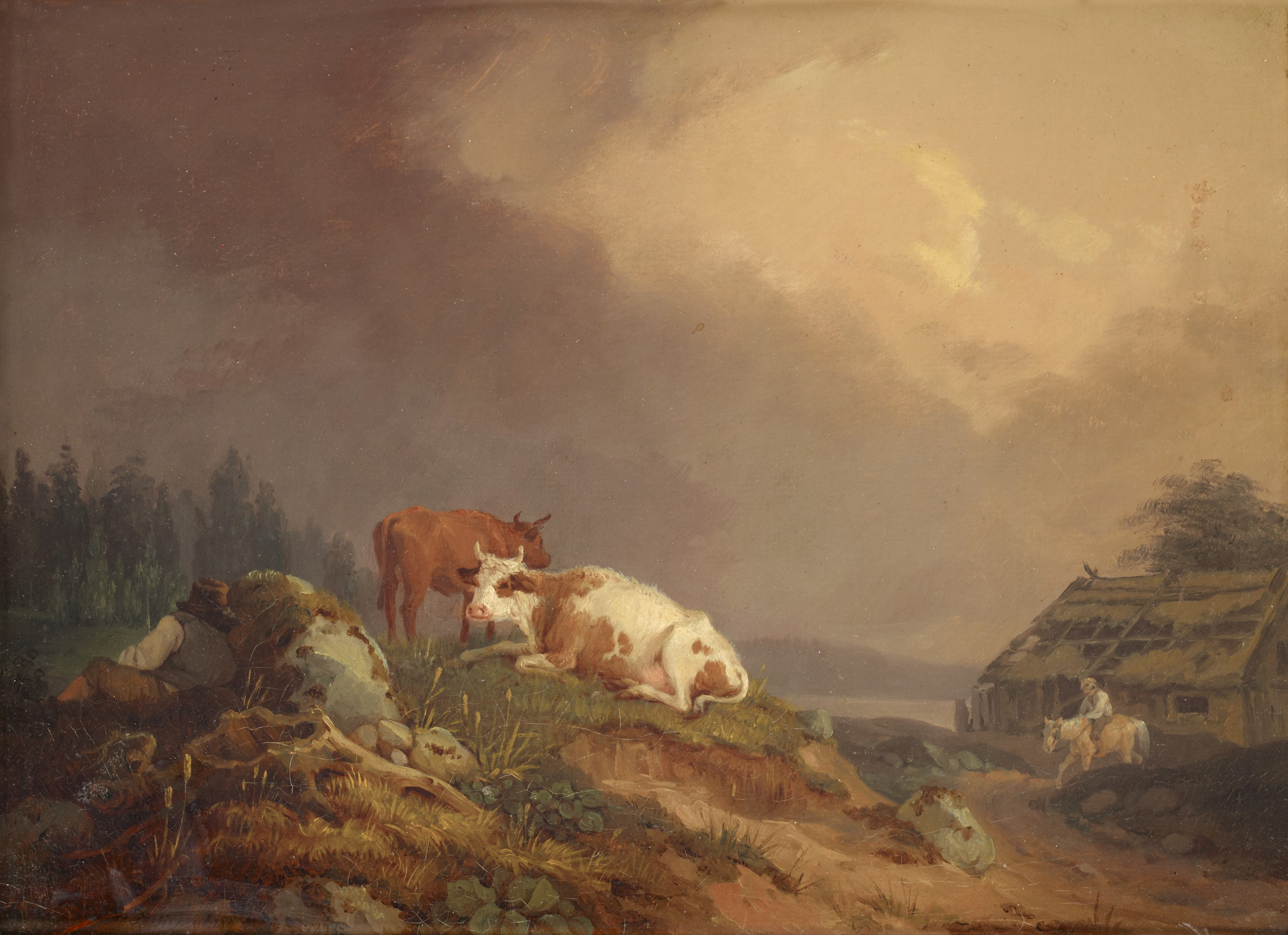
Пейзаж с пастухами, коровами и хижиной (1835).
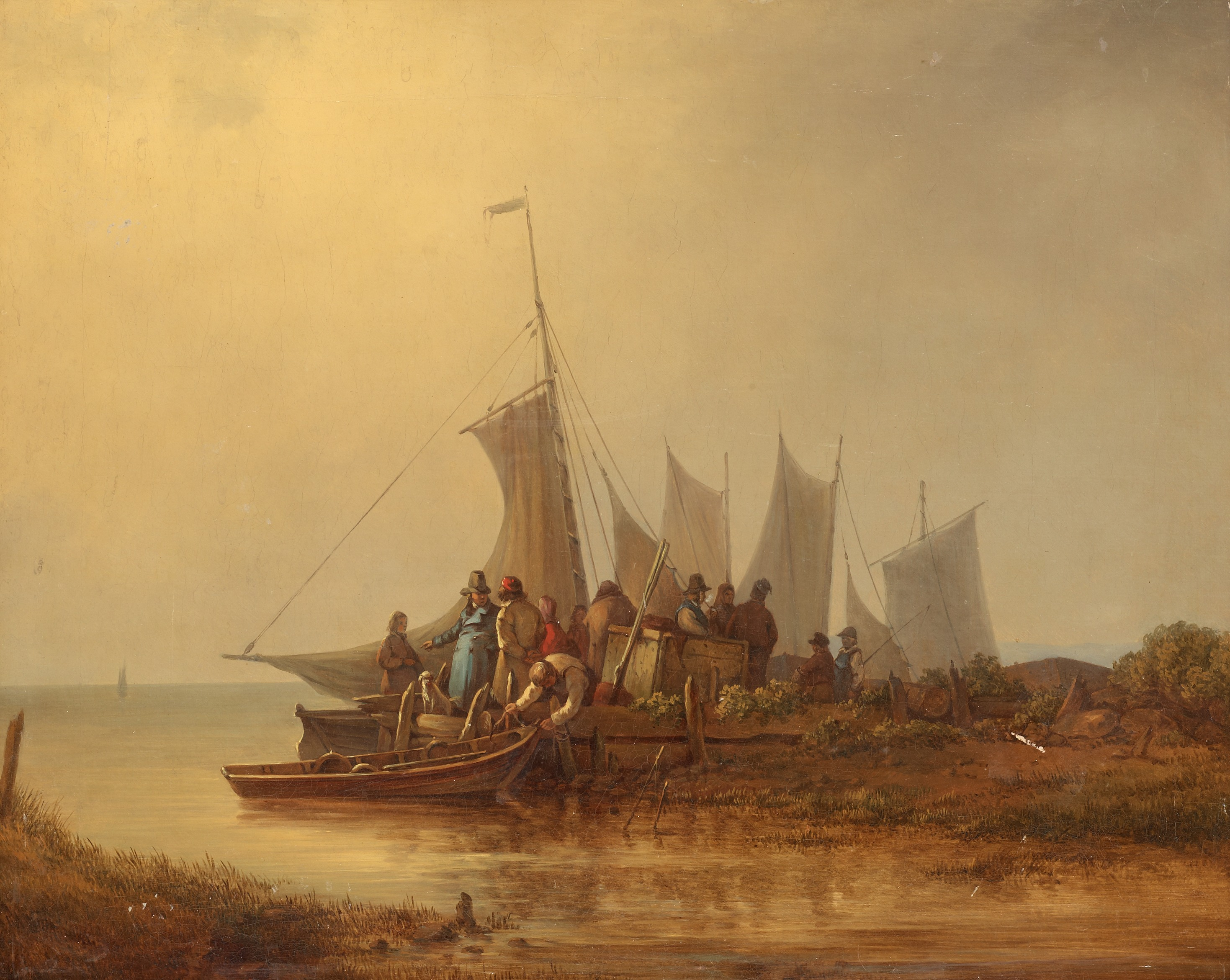
Пейзаж с рыбаками (1835).
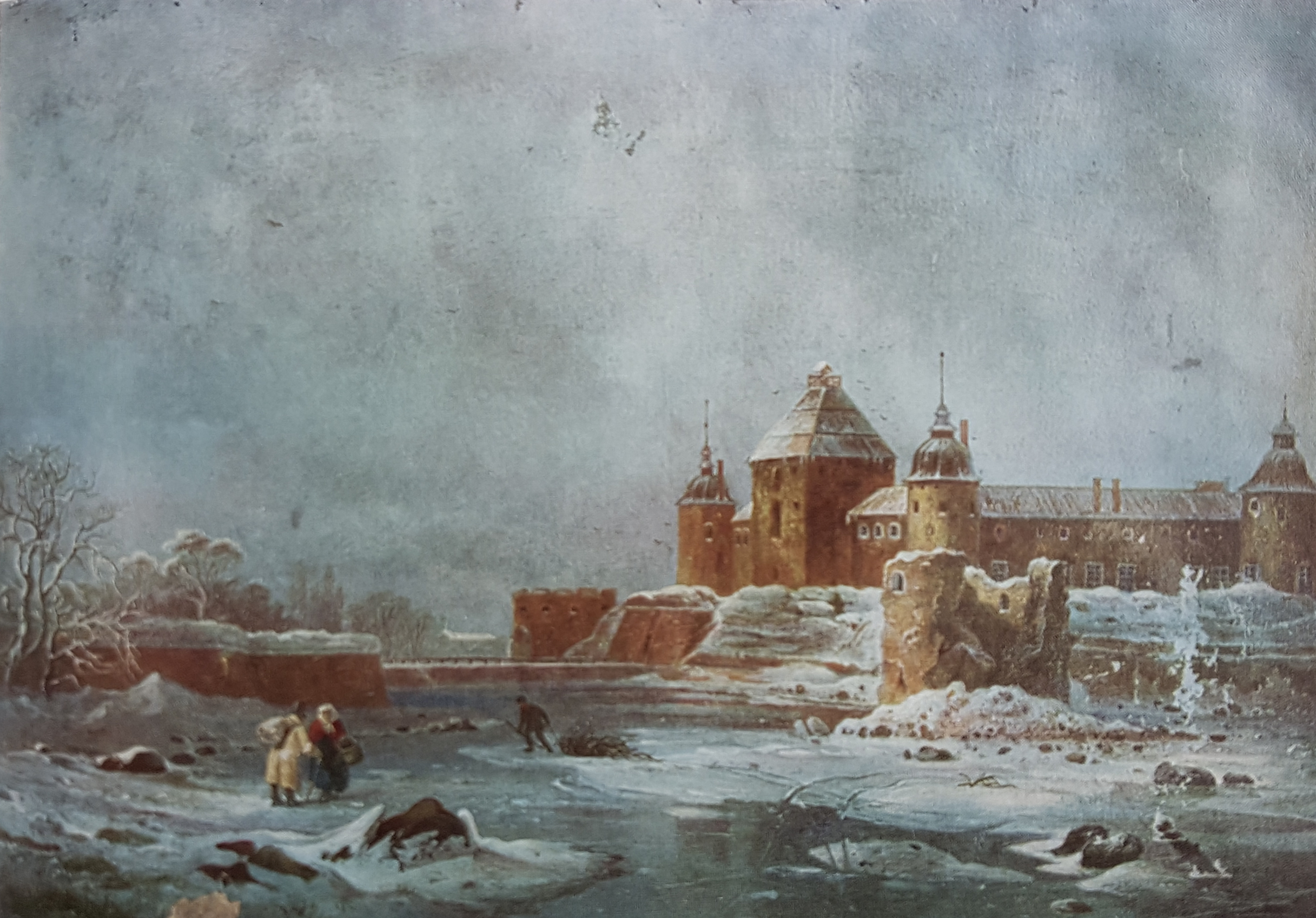
Кальмарский замок.